# Військовий квиток Збройних сил України

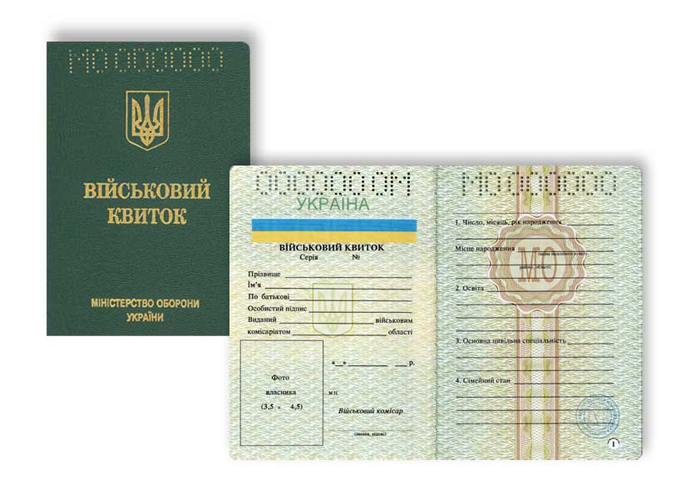
Військовий квиток Збройних сил України

Військовий квиток Збройних сил України — документ, що містить інформацію про прізвище, ім'я та по батькові (ПІБ.), дату і місце народження призовника, військовослужбовця або військовозобов'язаного, а також містить інформацію про освіту, цивільну спеціальність і наявність спортивного розряду власника.

## Наповнення
Військовий квиток ЗСУ має в своєму наповненні:
- Фотографія;
- Рішення призовної комісії про придатність призовника;
- Відмітки про проходження військової (альтернативна цивільної) служби, посаду і військово-облікова спеціальність;
- Військове звання, клас за фахом;
- Інформація про державні нагороди України, в разі їх наявності;
- Інформація про поранення та контузії;
- Перелік озброєння і технічного майна, закріплених за військовослужбовцем;
- У разі знаходження військовозобов'язаного в запасі інформація про це;
- Інформація про проходження навчальних зборів;
- Антропометричні вимірювання (зріст, окружність голови, розмір протигаза, розмір обмундирування, розмір взуття);
- Відмітки про прийом і зняття з військового обліку;
- Відмітка про прийняття військової присяги або принесення зобов'язань. Робиться відмітка начальником штабу військової частини, такого змісту: «До Військової присяги приведений», а також вказуються число, місяць і рік приведення (принесення).